# Altran
Altran Technologies S.A. är ett franskt konsultföretag inom IT, teknik och högteknologisk forskning och utveckling med 30 000 medarbetare världen över. Företaget är noterat på Euronext och har funnits sedan 1982. 
Inom Information Services är Altran inriktade på Enterprise Content Management (ECM) med fokus på forsknings- och informationsintensiva företag inom såväl privata som offentliga sektorn. 
Teknikverksamheten är inriktad på inbyggd mjukvara och konstruktion av elektronik inom bland annat telecom, medicinteknik, fordons- och försvarsindustri. 

## Altran Sverige
Altran Sverige AB hette från 1997 till 2010 Consignit, men har ingått i Altrankoncernen sedan 2001.
I Skandinavien är Altran representerat i Borlänge, Göteborg, Karlstad, Linköping, Malmö, Oslo och Stockholm med cirka 600 medarbetare.
2014 köptes Scalae AB upp för att bredda kompetensområdet, vilket nu är en helintegrerad del av Altran i form av verksamhetsområdet innovativ produktutveckling (IPD).